# 张宜爱
张宜爱（1913年—2002年），男，安徽六安人，中华人民共和国军事人物，原中国人民解放军少将，上海警备区参谋长、副司令员。后被开除党籍，剥夺军衔。